# Alfter
Alfter är en kommun och ort i Rhein-Sieg-Kreis i Regierungsbezirk Köln i förbundslandet Nordrhein-Westfalen i Tyskland.